# PepsiCo
Pour les articles homonymes, voir Pepsi (homonymie).
Pepsico, anciennement Pepsi-Cola Company, est une multinationale américaine spécialisée dans le secteur agroalimentaire.
PepsiCo est en 2023 la deuxième entreprise agroalimentaire mondiale et la première entreprise agroalimentaire d'Amérique du Nord par son chiffre d'affaires après Nestlé.
Le groupe commercialise des boissons (Pepsi, 7 Up, KAS, Mirinda, Gatorade, Mountain Dew), des jus (Tropicana), du thé (Lipton Tea), de l'eau en bouteille (Aquafina) et des snacks (Lay's, Doritos, Cheetos, Quaker Oats). Il possède également le fabricant de machines à eau gazeuse Soda Stream.
Le groupe est coté en bourse au NASDAQ. Son siège est à Purchase dans l’État de New York.

## Histoire

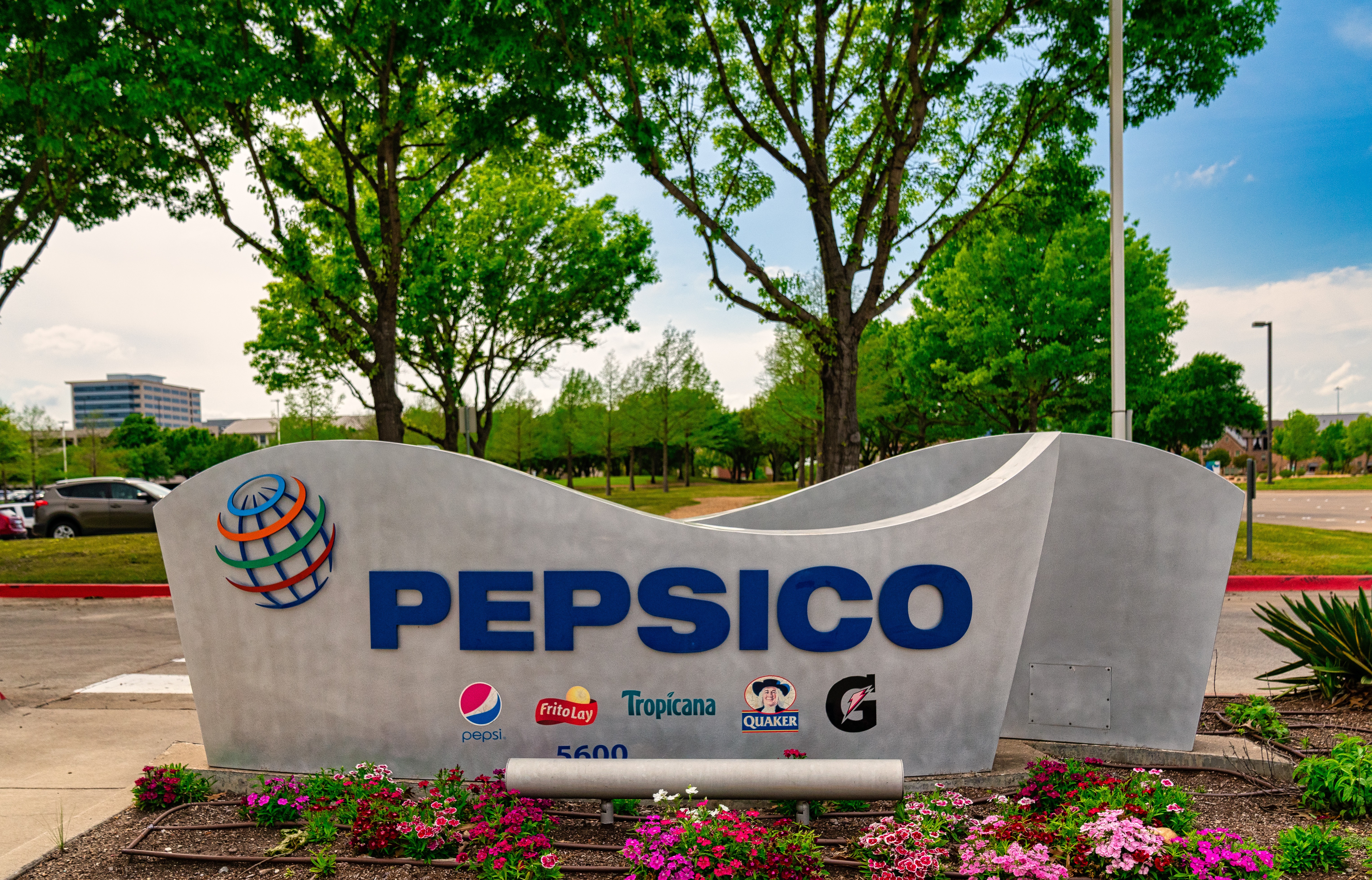
Le bâtiment du siège social de PepsiCo, situé au 5600 Quarter Drive à Plano, au Texas.

En 1965, Pepsi-Cola Company fusionne avec le fabricant de chips Frito-Lay, puis prend le nom PepsiCo.
En 1992, PepsiCo regroupe ses activités en Europe avec celles de General Mills dans une coentreprise, nommée Snack Ventures Europe, au sein de laquelle il est majoritaire. General mills apporte la Biscuiterie nantaise, avec ses marques BN, Fritelle et Cahouète, ainsi que 3D's Bugles.
En 1998, PepsiCo rachète Tropicana à Seagram, et cède la Biscuiterie nantaise à United Biscuits en échange de l'entreprise australienne The Smith's Snackfood Company et des chips Croky avec l'usine de Furnes (marché français uniquement). Dans cette opération, les marques de snacking salé de la BN sont conservées au sein de PepsiCo, seule la biscuiterie sucrée est revendue.
En 2001, PepsiCo acquiert Quaker pour 13,4 milliards de dollars, en actions. Cette acquisition lui permet de détenir la marque Gatorade,.
En 2005, PepsiCo acquiert Benenuts à Sara Lee pour 130 millions d'euros. PepsiCo a souhaité racheter Danone en 2005, mais devant l'hostilité des pouvoirs publics français, cette tentative a été abandonnée et rachète à General Mills ses parts dans Snack Ventures Europe.
Le 26 février 2010, PepsiCo achète et fusionne avec ses deux principaux embouteilleurs nord-américains The Pepsi Bottling Group, Inc.et PepsiAmerica pour 7,8 milliards de dollars américains qu'elle détenait respectivement à 33 % et 43 %. En 2010, PepsiCo annonce l'acquisition de l'entreprise russe Wimm-Bill-Dann, producteur de jus de fruits et de produits laitiers, pour un montant estimé de 5,4 milliards de dollars. Elle emploie alors environ 285 000 personnes dans le monde.
En novembre 2016, PepsiCo annonce l'acquisition de KeVita, une entreprise américaine de boissons probiotiques.
En 2017, PepsiCo lance une gamme de soupes et de desserts aux fruits, afin de proposer des produits « bons pour la santé » et sortir du duel avec son concurrent The Coca-Cola Company.
En 2018, PepsiCo annonce l'acquisition de Sodastream pour la somme de 3,2 milliards de dollars.
En juillet 2019, PepsiCo annonce l'acquisition, pour 1,7 milliard de dollars, de Pioneer Foods, une entreprise sud-africaine d’agroalimentaire centrée sur l'épicerie sucrée et les boissons.
En février 2020, PepsiCo annonce l'acquisition de Be & Cheery, une entreprise chinoise spécialisée dans les collations salées, pour 705 millions de dollars. Au mois de mars, la même annonce est faite concernant Rockstar Energy Beverages, spécialisée dans les boissons énergisantes, pour 3,85 milliards de dollars.
En aout 2021, PepsiCo annonce la vente d'une participation de 61 % dans ses activités de jus de fruits, incluant Tropicana et Naked, pour 3,3 milliards de dollars au fonds d'investissement PAI Partners.
L'entreprise emploie environ 300 000 personnes dans le monde en 2022.
En octobre 2024, PepsiCo annonce l'acquisition pour 1,2 milliard de dollars de Siete Foods, une entreprise spécialisée dans les chips tortilla. En mars 2025, PepsiCo annonce l'acquisition pour 1,95 milliard de dollars de Poppi, une entreprise produisant du soda probiotique.

## Pepsi-Cola et l'URSS

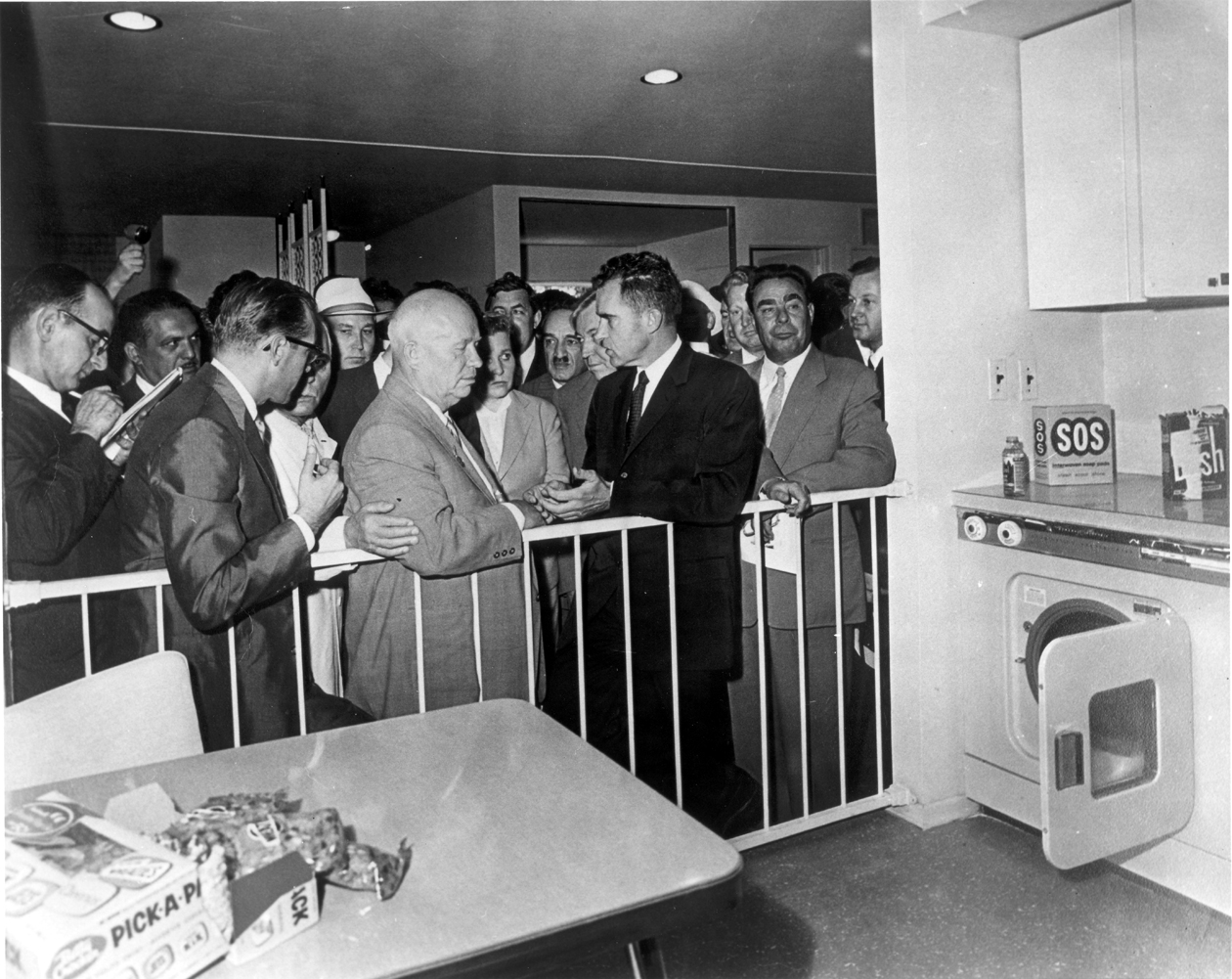
Richard Nixon et Nikita Khrouchtchev en pleine discussion durant l’American National Exhibition à Moscou en 1959.

En juillet 1959, en pleine guerre froide, les États-Unis organisent à Moscou l’American National Exhibition. En juin 1959, les Soviétiques avaient fait de même mais à New York, principalement en montrant les prouesses spatiales de leur pays. À Moscou, durant six semaines, le mode de vie américain (american way of life) est ainsi présenté aux Soviétiques. Plus de trois millions de personnes visiteront l'exposition. Si l'idée est de présenter le quotidien des Américains, il est également question de propagande capitaliste face au régime communiste soviétique. Plus de 450 entreprises américaines font le déplacement, dont notamment Disney, Kodak, IBM, General Motors ou encore Pepsi-Cola,. Le groupe Coca-Cola, principal concurrent de PepsiCo, est absent. On notera qu'aucune de ces compagnies ne commercialisaient un produit en URSS.
Le 24 juillet 1959, l’exposition est ouverte. Le président Eisenhower y envoie son vice-président, Richard Nixon. Celui-ci rencontre alors le dirigeant soviétique Nikita Khrouchtchev. L'échange entre les deux hommes politiques sera connu sous le nom de Kitchen Debate car il se déroula devant une cuisine américaine typique. Nixon mène Khrouchtchev vers le stand de Pepsi-Cola où ce dernier goute à la boisson américaine et est photographié. Cette photo fera par la suite le tour du monde,,.
Si l'idée, surtout après cette réussite médiatique avec la photographie, donnera des idées à Pepsi-Cola pour s'implanter en URSS, il faut attendre 1972 pour que la firme devienne la première marque américaine sur le territoire communiste,. Le groupe Cola-Cola ne peut accéder à ce marché avec son propre cola. Il reste cependant un problème à régler, le paiement. Le rouble, à l'époque, ne s'échange pas sur les marchés internationaux. Pepsi-Cola arrive donc à un accord de troc. L'URSS échange de la vodka Stolichnaya contre du Pepsi. La compagnie américaine devient par la même occasion le distributeur exclusif de la boisson alcoolisée aux États-Unis,. De 1973 à 1981, Pepsi-Cola produira plus de 33 millions de décalitres de Pepsi sur le sol soviétique et deux millions de décalitres de vodka seront exportés. Cela représente un marché de 25 millions de dollars.
En 1989, l'accord est renégocié : comme la vodka s'écoule de moins en moins facilement aux États-Unis, son exportation ne suffit plus. L'URSS, exsangue économiquement, décide de céder des navires de guerre vieillissants au groupe,. Pepsi-Cola se retrouve ainsi à la tête d'une flotte de 17 sous-marins (propulsion diesel-électrique) de classe Whiskey construit entre 1951 et 1957, un croiseur, une frégate et un destroyer,, et d'un bombardier-torpilleur. Avec ces navires, le groupe américain possède, pendant quelques jours, la sixième plus grande flotte militaire du monde. Elle sera ensuite vendue pour recyclage en Suède et en Norvège, et rapportera à la compagnie 3 milliards de dollars. Donal McIntosh Kendall, directeur de la compagnie, déclarera à Brent Scowcroft, à l'époque conseiller à la Sécurité nationale du président George H. W. Bush : « nous désarmons l’Union soviétique plus vite que vous ! »,. En 1990, Pepsi-Cola obtient également dix cargos et pétroliers, d'une valeur de 300 millions de dollars. Toutefois, la chute de l'Union soviétique empêche leur livraison et ils resteront à quai en Ukraine.
Après l'effondrement soviétique, Pepsi-Cola perd son monopole. Le groupe Cola-Cola s'installe sur le marché et vient bouleverser les choses. En 2019, la Russie représente toujours le premier pays d’exportation du groupe Pepsi-Co.

## Organisation
PepsiCo se divise en quatre parties, dont deux concernent des activités spécifiques au continent américain : PepsiCo Americas Foods (snacks) et PepsiCo Americas Beverages (boissons). PepsiCo Asia, Middle East & Africa et PepsiCo Europe, quant à elles, regroupent les activités du groupe sans différenciation.
PepsiCo est présent dans 200 pays et gère 200 marques différentes.

## Marques
PepsiCo possède certaines marques aux États-Unis qu'il ne possède pas à l'international, et inversement. Par exemple, 7 Up n'appartient pas à PepsiCo aux États-Unis. En revanche, dans les autres pays, c'est une filiale à part entière.
- Pepsi ;
- 7 Up : en dehors des États-Unis ;
- Mirinda ;
- Rockstar ;
- Benenuts : Bugles ou 3D, Fritelle et Twinuts ;
- Frito-Lay : Cheetos, Doritos, Fritos, Hostess, Lay's (Ruffles), Miss Vickie's, Smartfood, Stacy's, Tostitos ;
- Fruit'vita ;
- Kas ;
- Lipton Ice tea : marque appartenant au groupe Unilever mais dont Pepsico assure la commercialisation[38] ;
- Mountain Dew ;
- Quaker : Gatorade ;
- Tropicana : Alvalle, Looza.

### Anciennes propriétés
- Taco Bell
- KFC
- Pizza Hut

Pepsico s'est séparé de ces entreprises en 1997, et c'est aujourd'hui la société Yum! qui les possède.

## Actionnariat
Liste des principaux actionnaires au 14 novembre 2021 :
| The Vanguard Group                                 | 8,31 % |
| Capital Research & Management                      | 7,55 % |
| SSgA Funds Management                              | 4,20 % |
| BlackRock Fund Advisors                            | 2,22 % |
| Geode Capital Management                           | 1,60 % |
| Wellington Management                              | 1,34 % |
| Trian Fund Management                              | 1,33 % |
| Northern Trust Investments (Investment Management) | 1,26 % |
| Magellan Asset Management                          | 1,17 % |
| Capital Research & Management (Global Investors)   | 1,16 % |

## Présidents
- Roger Enrico (1944-2016), ancien PDG de PepsiCo 1996-2001.
- Zein Abdalla, président de l’entreprise jusqu’à son départ annoncé en novembre 2014[41].
- Indra Nooyi (née 1955) – présidente (et CEO) de 2006 à octobre 2018[42]; présidente du conseil d'administration jusqu’à début 2019[43].
- Ramon Laguarta (né 1963), devenu président en 2017, puis directeur général (CEO) en 2018[44].